# خوزبا اگری (بازیکن فوتبال زاده ۱۹۶۴)
خوزبا اگری (انگلیسی: Joseba Agirre؛ زادهٔ ۱۷ مارس ۱۹۶۴) بازیکن فوتبال اهل اسپانیا است.
از باشگاه‌هایی که در آن بازی کرده‌است می‌توان به باشگاه فوتبال اتلتیک بیلبائو، باشگاه فوتبال دپورتیوو آلاوس، باشگاه فوتبال سلتاویگو، و باشگاه فوتبال اتلتیک بیلبائو بی اشاره کرد.
وی همچنین در تیم ملی فوتبال باسک بازی کرده‌است.